# Giuseppe Calabrese (imprenditore)
Giuseppe Calabrese (Monopoli, 3 luglio 1913 – Bari, 13 marzo 1998) è stato un imprenditore e inventore italiano, noto per aver ideato il camion ribaltabile.

## Biografia
Giuseppe Calabrese è ricordato principalmente per aver inventato il primo camion ribaltabile che presentò nel 1947 alla Fiera del Levante. La sua innovazione del camion ribaltabile, che sfruttava cilindri idraulici per sollevare il cassone, rivoluzionò il settore dei trasporti, accelerando il processo di carico e scarico delle merci. Calabrese ampliò l’attività con stabilimenti in città italiane come Napoli, Roma e Torino, progettando anche veicoli per le Forze Armate e mezzi specializzati per il trasporto e la nettezza urbana.
Nel 1963 inaugurò un moderno stabilimento dando vita all'area industriale di Bari e nel 1966 fu insignito del titolo di Cavaliere del Lavoro, primo imprenditore barese a ricevere questo riconoscimento. La sua azienda, Officine Calabrese, che impiegava oltre 2.800 dipendenti, iniziò a esportare veicoli in Europa, Asia e Africa, con un particolare successo in Libia, dove il suo camion ribaltabile divenne noto semplicemente come "Calabrese".
Negli anni ’80, la guerra in Medio Oriente e la crisi economica colpirono duramente l’azienda. Nel 1986, un attacco aereo statunitense a Tripoli interruppe le esportazioni verso la Libia. Negli anni ’90, problemi di salute limitarono la sua capacità di gestione. Giuseppe Calabrese morì nel 1998 e l’anno successivo l’azienda dichiarò fallimento.